# Norwegische Nordische Skimeisterschaft 1938

Norges Skiforbund

Die Norwegische Nordische Skimeisterschaft 1938 (norwegisch Norgesmesterskapet på ski 1938) fand vom 12. bis 14. März 1938 in Mo i Rana statt. Ausgetragen wurden sie vom lokalen Verein Mo Skilag und dem Norges Skiforbund, dem Norwegischen Skiverband. Ausgetragen wurden Meisterschaften im Skilanglauf, Skispringen sowie in der Nordischen Kombination. Es war die erste als Norwegische Meisterschaft bezeichnete Auflage des seit 1909 durchgeführten Wettbewerbs, der zuvor Hovedlandsrenn genannt wurde. Ausgetragen wurden ausschließlich Herrenwettbewerbe.
Die Austragung in Mo i Rana war bis kurz vor Wettbewerbsbeginn gefährdet, da nicht ausreichend Schnee gefallen war. Nur wenige Tage vor Beginn der Meisterschaft kam es zu ausreichend Schneefall, so dass die Wettbewerbe wie geplant beginnen konnten. Vor dem 30-km-Skilanglauf kam es zu starken Regenfällen, weshalb die Organisatoren zwischenzeitlich über eine Absage nachdachten, das Rennen jedoch komplett umstrukturierten und neu setzten und schließlich auch durchführten. Zu den über 3500 Besuchern gehörten auch König Haakon VII. und Kronprinz Olav, die während der Meisterschaften bei allen Wettbewerben anwesend waren.

## Ergebnisse

### Skilanglauf 17 km
| Platz | Sportler         | Verein            |
| ----- | ---------------- | ----------------- |
| 1     | Lars Bergendahl  | Sørkedalens IF    |
| 2     | Magnar Fosseide  | SK Troll Rindal   |
| 3     | John Strickert   | Brekkguten, Røros |
| 4     | Olav Odden       | Folldal IF        |
| 5     | Oskar Fredriksen | IL i BUL          |
| 6     | Sigurd Røen      | SK Troll Rindal   |

Datum: 12. März 1938

### Skilanglauf 30 km
| Platz | Sportler         | Verein            |
| ----- | ---------------- | ----------------- |
| 1     | Olav Odden       | Folldal IF        |
| 2     | Sigurd Røen      | SK Troll Rindal   |
| 3     | Gunnar Stalsberg | Fram IL           |
| 4     | Even Landsem     | SK Troll Rindal   |
| 5     | Hallvard Eggset  | Alvdal IL         |
| 6     | John Strickert   | Brekkguten, Røros |

Datum: 14. März 1938

### Skispringen K65
| Platz | Sportler           | Verein        |
| ----- | ------------------ | ------------- |
| 1     | Reidar Andersen    | IF Ready      |
| 2     | Arnholdt Kongsgård | Kongsberg IF  |
| 3     | Rudolf Kojan       | Løkken IF     |
| 4     | Bjarne Scherve     | Spkl. Freidig |
| 5     | Arthur Løvlie      | IL i BUL      |
| 6     | Magnus Sandberg    | Eidsvold IF   |

Datum: 13. März 1938

Das Springen fand auf dem Fageråsbakken (K65) in Mo i Rana statt. Den weitesten Sprung setzte mit 57 Metern Reidar Andersen.

### Nordische Kombination K65/17 km
| Platz | Sportler        | Verein           |
| ----- | --------------- | ---------------- |
| 1     | Magnar Fosseide | SK Troll Rindal  |
| 2     | Olav Lian       | IL i BUL         |
| 3     | Sigurd Røen     | SK Troll, Rindal |
| 4     | Olav Gjølmesli  | Orkanger IF      |
| 5     | Emil Kvanlid    | Drammens BK      |
| 6     | Magne Bråthen   | Kongsberg IF     |

Datum: 12.& 13. März 1938

Der Kombinationswettbewerb bestand aus einem 17-km-Skilanglauf am 12. März und einem Springen auf dem Fageråsbakken am 13. März.